# ミシェル・セロー
ミシェル・セロー（Michel Serrault、1928年1月24日 - 2007年7月29日）はフランス・エソンヌ県出身の俳優。

## 略歴
司祭になるつもりで神学校に入学するが、数週間後にある少女に恋をしたことで司祭への道を諦める。
1946年に舞台デビュー、歌手として活動を始めるが、1954年に映画デビューすると、その後は映画を中心に、舞台にも出演するようになる。
舞台『ラ・カージュ・オ・フォール』の初演でアルバン役を務め、1978年の『Mr.レディMr.マダム』でも同役で出演、1981年の『勾留』（DVDタイトル『検察官 レイプ殺人事件』）、1995年の『とまどい』でもセザール賞を受賞。セザール賞主演男優賞3回は史上最多である。
2007年7月29日、癌により北フランスオンフルールの自宅で死去。79歳没。

## 私生活
1958年に結婚した妻フアニタ・ペイロンとの間に2人の娘をもうける。娘の1人、ナタリー・セローは女優になったが、もう1人の娘キャロリーヌは1977年に交通事故で亡くなる。

## 主な出演作品
- 裸の女神 Ah ! les belles bacchantes (1954)
- 悪魔のような女 Les Diaboliques (1954)
- この神聖なお転婆娘 Cette sacrée gamine (1956)
- 殺人者と泥棒 Assassins et Voleurs (1956) ＊1995年フィルムセンター「ゴーモン映画の100年 フランス映画の100年」で上映
- 正直者の子だくさん Le Naïf aux quarante enfants (1957) ＊TV放映
- グレバン蝋美術館 Musée Grévin (1959／短編)
- フランス女性と恋愛 La Française et l'Amour (ep : Le Divorce) (1960／第6話「離婚」クリスチャン＝ジャック編)
- ミス・アメリカ　パリを駆ける La Belle Américaine (1961)
- 戦士の休息 Le Repos du guerrier (1962)
- 若奥様は仮免中 Comment réussir en amour (1962)
- わんぱく旋風 Bébert et l'Omnibus (1963)
- 男を追って La Chasse à l'homme (1964) ＊TV放映
- まぼろしの市街戦 Le Roi de Cœur (1966）
- すべてをぶちこわせ À tout casser (1967) ＊TV放映
- ハンカチのご用意を Préparez vos mouchoirs (1978)
- Mr.レディMr.マダム La Cage aux folles (1978)
- Mr.レディMr.マダム2 La Cage aux folles II (1980)
- 勾留 Garde à vue (1981)
- 死への逃避行（フランス語版）Mortelle randonnée (1983)
- トレンチコートの女 # On ne meurt que 2 fois (1985)
- ウエディングベル/Mr.レディMr.マダム3 La Cage aux folles 3 - 'Elles' se marient (1986)
- アラン・ドロン/私刑警察 Ne réveillez pas un flic qui dort (1988)
- 怪人プチオの密かな愉しみ（英語版） Docteur Petiot (1990)
- 海を渡るジャンヌ La Vieille qui marchait dans la mer (1991)
- とまどい Nelly & Monsieur Arnaud (1995)
- しあわせはどこに Le Bonheur est dans le pré (1995)
- ボーマルシェ/フィガロの誕生 Beaumarchais, l'insolent (1996)
- アルテミシア Artemisia (1997)
- 最後の賭け Rien ne va plus (1997)
- クリクリのいた夏 Les Enfants du marais (1999)
- ルーヴルの怪人 Belphégor - Le fantôme du Louvre (2001)
- プロジェクトV（バイオント） 史上最悪のダム災害 Vajont - La diga del disonore (2001)
- ブラウン夫人のひめごと 24 heures de la vie d'une femme (2002)
- パピヨンの贈りもの Le Papillon (2002)
- 戦場のアリア Joyeux Noël (2005)